# Rhinocricus transversezonatus
Rhinocricus transversezonatus är en mångfotingart som beskrevs av Carl 1912. Rhinocricus transversezonatus ingår i släktet Rhinocricus och familjen Rhinocricidae. Inga underarter finns listade i Catalogue of Life.